# اچ‌ام‌اس سمپسون (۱۷۸۱)
اچ‌ام‌اس سمپسون (۱۷۸۱) (به انگلیسی: HMS Sampson (1781)) یک کشتی بود که طول آن ۱۵۹ فوت ۶ اینچ (۴۸٫۶۲ متر) بود. این کشتی در سال ۱۷۸۱ ساخته شد.